# 'Aliki

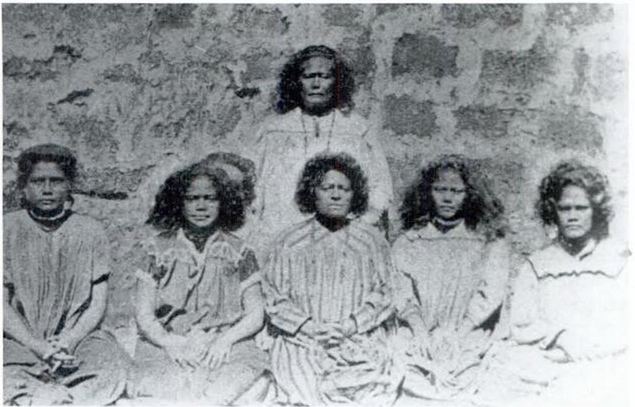
La reine Amélia (au centre au deuxième rang) en 1887 avec des jeunes filles aliki devant le palais royal de Wallis.

Pour les articles homonymes, voir Aliki (homonymie).
'Aliki est un terme wallisien et futunien désignant une catégorie de la population, en rapport avec la chefferie de Wallis-et-Futuna et les personnes qui la composent. En français, il est souvent traduit par « noble » ou « noblesse », même s'il s'agit d'une traduction imparfaite. 

## Terminologie
Le terme 'aliki a plusieurs significations. De manière générale, il signifie « d’un ordre supérieur », « au-dessus du commun ». Il désigne à la fois un titre de noblesse, les descendants des rois coutumiers et l'ordre aristocratique formé par ces personnes. La traduction du terme 'aliki vers le français ne peut que rester inexacte, car il n'existe pas un statut similaire en Occident. S'apparentant au plus proche à un titre de noblesse, on retrouve tout de même des différences vis-à-vis du monde occidental. L'anthropologue Sophie Chave-Dartoen le définit ainsi : 

« un titre qui, hérité d’un ancêtre prestigieux, confère autorité, charges et privilèges à son détenteur [...] Le titre est remis par les « anciens » du groupe de descendance à celui qui, parmi eux, est jugé le plus digne et le plus apte à servir la communauté. »

Si le lien généalogique à un ancêtre fondateur d'une lignée est très important, les compétences personnelles d'un 'aliki entrent également en compte ; dans le cas de désordres provoquant le mécontentement de la population envers la personne, elle peut être destituée.
En fonction du rôle que l'on occupe dans cette organisation sociale, le terme 'aliki peut s'accompagner de différentes particules, comme 'aliki hau pour parler du roi coutumier ou encore 'aliki fau pour désigner les conseillers du roi. Ainsi, cela permet de faire la distinction de l'échelle sociale où l'on se trouve. Parmi les 'aliki, certaines personnes sont désignées par les familles royales pour être rois coutumiers : le Lavelua à Uvea, le Tu'i Sigave et le Tuiagaifo à Futuna.
La société wallisienne et futunienne est divisée entre la catégorie des 'aliki et celles des tua (que l'on pourrait traduire par « roturiers »), ces derniers étant en bas de l'échelle sociale.
Depuis la christianisation de Wallis-et-Futuna dans les années 1840, le terme 'Aliki (avec une majuscule) désigne également Dieu ; il est traduit par « Seigneur » en français.

## Histoire
Avant la christianisation massive des îles dans les années 1840, les 'aliki relevaient d'un vrai ordre supérieur aristocratique par rapport à la population. On nommait alors les hommes les tama‘aliki et les femmes les fine‘aliki. Ils se mariaient entre eux et ne se mélangeaient pas au reste de la population. Ces chefs coutumiers 'aliki étaient fréquemment en compétition, voire en conflit les uns contre les autres.
À l'arrivée des pères Maristes en 1837 à Wallis, le Lavelua (roi coutumier) Soane Patita Vaimua s'appuie pour le clergé catholique pour renforcer son autorité. L'évêque (Pierre Bataillon) prend la place de second après le Lavelua et peu à peu, les 'aliki perdent leurs prérogatives (notamment la polygamie). Les mariages mixtes sont autorisés, afin d'affaiblir l'aristocratie locale et de niveler les différences sociales, puisque de nombreux wallisiens peuvent désormais se targuer d'avoir une origine royale. Le code Bataillon, promulgué en 1871, fixe par écrit l'organisation de la chefferie selon le modèle de la monarchie française et édicte les règles de vie d'inspiration chrétienne.

## Organisation

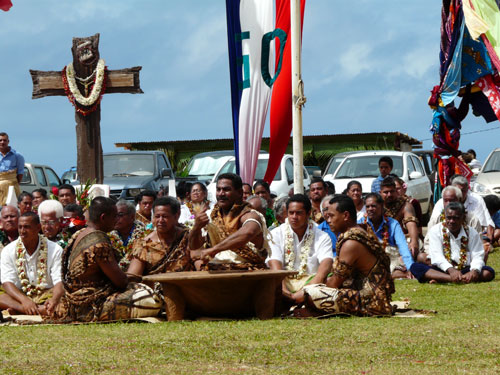
La position où sont assises les personnes lors du katoaga dépend de la hiérarchie en tant que aliki.

Les rois coutumiers de Wallis-et-Futuna ('aliki hau), au sommet de la hiérarchie, sont entourés d'une cour comprenant les conseillers, ministres, 'aliki ou « nobles » et la famille du roi. Ce groupe de personnes occupe une place importante dans la hiérarchie coutumière. Les 'aliki peuvent être des ministres coutumiers (kau ’aliki), des anciens rois, des chefs de district et de village, mais aussi des membres de l'assemblée territoriale. À Futuna, on accède au titre de 'aliki par un rite nommé le « rite du Kava » en référence à cette plante, symbolique dans le monde coutumier. Ce groupe de personnes a pour but de conseiller le roi dans ses décisions, mais aussi de le tenir au courant de ce qui se passe dans le royaume. Les 'aliki ne gardent donc pas ce statut à vie car les rois changent et les cours sont alors renouvelées. Seuls les anciens rois coutumiers gardent ce titre jusqu'à leurs morts. On retrouve ces titres ainsi sur les noms de familles de certains anciens rois, comme l'a fait Amelia Tokagahahau Aliki.
Les familles royales ont elles aussi un statut spécifique. Une famille est dite Fono Aliki, signifiant littéralement « famille importante » ou « famille royale », si un de ses membres a déjà accédé à la couronne royale. Ces familles sont présentes dans les trois royaumes (Uvea, Alo et Sigave) et chaque roi fait partie d'une ou deux familles pouvant se comparer à des clans. C'est d'ailleurs entre ces grands clans puissants que se partage le trône royal ou les tâches les plus importantes du royaume. Faire partie d'une Fono Aliki permet d'acquérir un statut respecté dans tout le royaume, c'est pourquoi une grande concurrence a lieu pour faire élire un membre de sa famille roi coutumier. La famille royale dont le membre est actuellement roi fait partie, tout comme les 'aliki, de sa cour personnelle.Par exemple, le roi Tomasi Kulimoetoke faisait partie du clan des Takumasiva et sa famille a été sur le trône pendant 48 ans.